# Lingüística diacrònica
La lingüística diacrònica o històrica estudia com evolucionen les llengües amb el pas del temps, així com les relacions entre diferents idiomes.
 El seu nom ve de la distinció feta per Ferdinand de Saussure entre diacronia i sincronia.
Els camps d'interès de la lingüística diacrònica són:
- l'evolució fonètica dins d'una llengua, que pot donar lloc o no a una altra llengua,
- l'evolució de la gramàtica normativa d'un idioma,
- els canvis semàntics dins d'una llengua, sigui perquè una paraula guanyi significats, en perdi, se'n modifiqui l'ús, o sigui perquè s'introdueixin nous mots i es deixin d'utilitzar d'altres,
- la classificació de les llengües en famílies segons la seva semblança (lingüística comparada),
- la reconstrucció de formes perdudes d'una llengua o reconstrucció de l'idioma antecessor d'un altre (com per exemple el cas de l'indoeuropeu).[4]

Pel seu objecte d'estudi ampli, sovint comparteix problemes amb la sociolingüística, la lexicologia i altres branques de la lingüística. La lingüística històrica implica diverses àrees clau d'estudi, com ara la reconstrucció de les llengües ancestrals, la classificació de les llengües en famílies (lingüística comparada) i l'anàlisi de les influències culturals i socials en el desenvolupament del llenguatge.

## Història i desenvolupament
La lingüística diacrònica o històrica data de finals del segle XVIII; es va desenvolupar a partir de la disciplina de la filologia, de l'estudi dels textos antics i documents que es remunten a l'antiguitat.
Al començament, la lingüística diacrònica era lingüística comparativa, i aquells que estudiaven la matèria es preocupaven bàsicament d'establir les famílies de llengües i de la reconstrucció de les protollengües prehistòriques; ho feien amb un mètode comparatiu i de reconstrucció interna. En aquests anys, se centraven en les llengües conegudes de famílies indoeuropees; després s'expandeix la lingüística comparada fora dels idiomes de l'àmbit europeu, com ara en les famílies de llengües nadiues americanes. La lingüística comparada ara és una part més de la lingüística diacrònica, i per a les llengües indoeuropees és un camp especialitzat de l'estudi comparatiu.
Hi ha investigadors que han fet estudis intentant crear una gran família de llengües que uneixi per exemple l'indoeuropeu, l'uràlic i altres famílies nostràtiques que inclourien una gran porció de famílies lingüístiques d'Europa, Àsia, Àfrica i el nord d'Amèrica. Això no ha generat consens entre els lingüistes, ja que la informació necessària per satisfer-ne la relació és cada cop menor a mesura que es va enrere en el temps. Els mètodes lingüístics es limiten a les semblances de les paraules i les variacions entre grups lingüístics i el límit de 10.000 anys és gairebé sempre assumit. La datació de les protollengües és sovint difícil; n'hi ha diferents mètodes, però només se n'obtenen datacions aproximades.

### La metodologia comparativa
L'obra de Franz Bopp Sistema de conjugació de la llengua sànscrita, comparada amb el de les llengües grega, llatina, persa i germànica es considera el naixement de la lingüística diacrònica. La metodologia que utilitza és comparativa, una tècnica utilitzada en l'època per diversos lingüistes com J. L. C. Grimm, A. Scheleicher, von Schlegel o R. Rask. Les característiques de la lingüística comparativa són:
- Dedicació a l'estudi de les llengües indoeuropees pel descobriment en aquella època de l'analogia entre el sànscrit i la majoria de llengües europees.
- Creença que les llengües europees són parents i que no sols s'assemblen i, per tant, són transformacions naturals de la mateixa llengua mare: l'indoeuropeu.
- Recerca de les correspondències entre llengües comparant-les; aquesta comparació també es realitza entre elements gramaticals. I es planteja la polèmica sobre si s'ha de parar atenció a les arrels de les paraules o als elements afixals (sufixos, infixos, prefixos…).
Aquest mètode comparatiu es va aplicar més tard a altres famílies, molt aviat a les llengües bantus i les llengües malaies i polinèsies, i durant el segle XX a gairebé totes les famílies conegudes.

## Àmbits d'estudi de la lingüística diacrònica

### Lingüística comparativa

Classificació de les llengües indoeuropees. Vermell: llengües extintes. Blanc: categories o protollengües no testificades. Meitat esquerra: llengües centum; meitat dreta: llengües satem

La lingüística comparativa, filologia comparativa originàriament, és una branca de la lingüística històrica que té a veure amb les llengües comparades per a establir la seva relació històrica. Poden estar relacionades per préstecs o per herència. Aquestes llengües poden canviar i són capaces d'interrelacionar-se.
La relació genètica entre les llengües implica un origen comú, és a dir, una protollengua. La lingüística comparada té la finalitat de construir les famílies de les llengües amb la reconstrucció de les protollengües i especificar els canvis que han patit les llengües documentades. Per tal de mantenir la distinció entre la llengua documentada i les formes reconstruïdes, els lingüistes utilitzen un asterisc davant qualsevol forma que no es troba en els textos.

### Anàlisi diacrònica i sincrònica
En lingüística, una anàlisi sincrònica és aquella que considera els fenòmens lingüístics només en un moment donat, generalment el present, però també és possible una anàlisi sincrònica d'una forma lingüística històrica. Es pot distingir de la diacrònica, que considera un fenomen en termes de desenvolupaments al llarg del temps. L'anàlisi diacrònica és la principal preocupació de la lingüística històrica. Tanmateix, la majoria de les altres branques de la lingüística s'ocupen d'alguna forma d'anàlisi sincrònica. L'estudi del canvi lingüístic ofereix una valuosa visió de l'estat de la representació lingüística, i com que totes les formes sincròniques són el resultat de canvis diacrònics que evolucionen històricament, la capacitat d'explicar les construccions lingüístiques requereix centrar-se en els processos diacrònics.

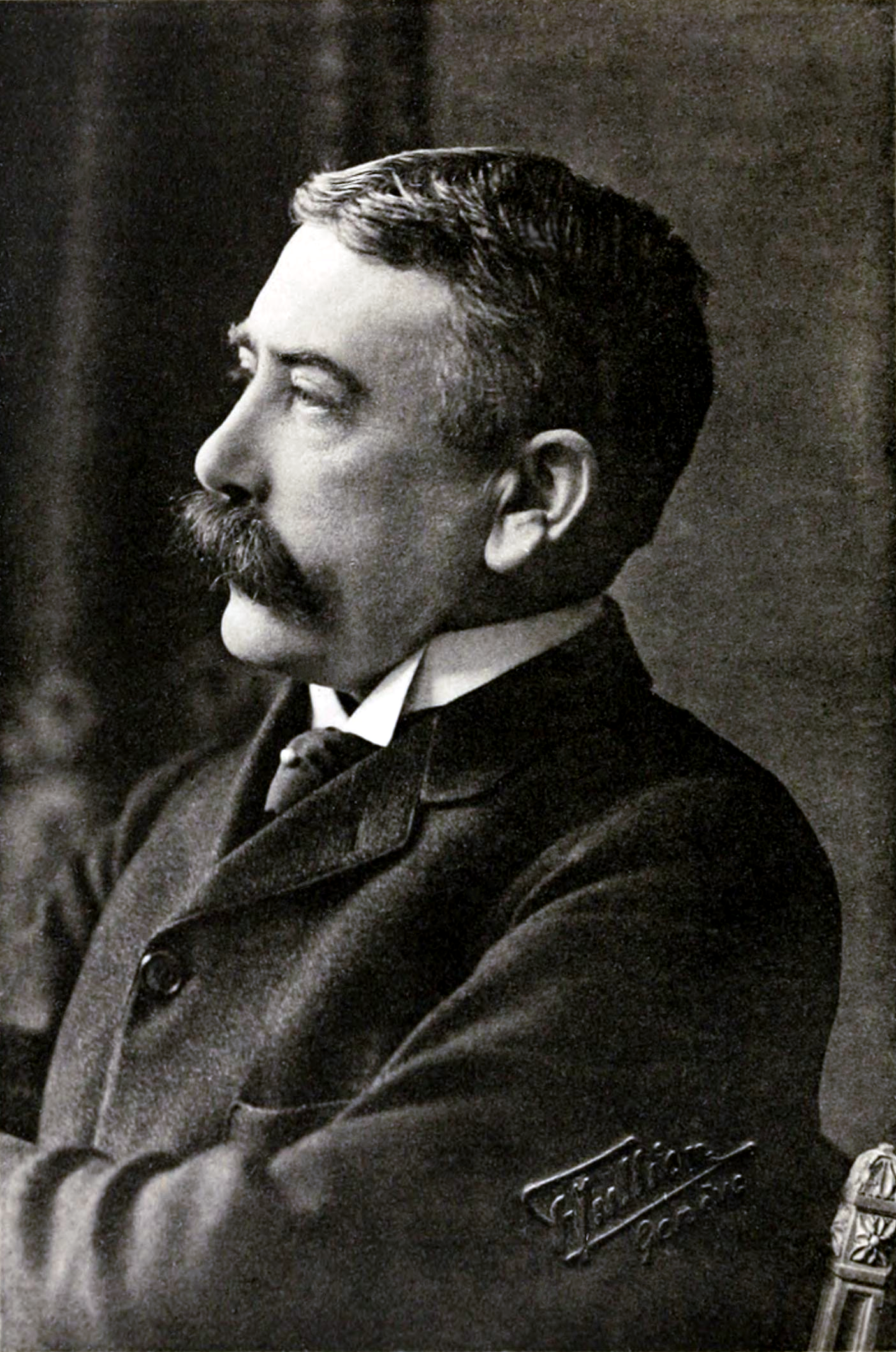
El lingüista suís Ferdinand de Saussure

Inicialment, tota la lingüística moderna tenia una orientació històrica. Fins i tot l'estudi dels dialectes moderns implicava examinar els seus orígens. La distinció de Ferdinand de Saussure entre lingüística sincrònica i diacrònica és fonamental per a l'organització actual de la disciplina. La primacia s'atorga a la lingüística sincrònica, i la lingüística diacrònica es defineix com l'estudi de les successives etapes sincròniques. La clara demarcació de Saussure, però, ha tingut tant defensors com crítics.
A la pràctica, una lingüística purament sincrònica no és possible per a cap període anterior a la invenció del gramòfon, ja que els registres escrits sempre van enrere respecte a la parla a l'hora de reflectir els desenvolupaments lingüístics. Els registres escrits són difícils de datar amb precisió abans del desenvolupament de la portada moderna. Sovint, la datació ha de basar-se en proves històriques contextuals com ara inscripcions, o la tecnologia moderna, com la datació per carboni, es pot utilitzar per determinar dates amb precisió variable. A més, el treball dels sociolingüistes sobre la variació lingüística ha demostrat que els estats sincrònics no són uniformes: els hàbits de parla dels parlants més grans i més joves difereixen en maneres que apunten a un canvi d'idioma. La variació sincrònica és un canvi lingüístic en progrés.
Els enfocaments sincrònics i diacrònics poden arribar a conclusions força diferents. Per exemple, un verb fort germànic (per exemple, l'anglès sing ↔ sang ↔ sung) és irregular quan es veu sincrònicament: el cervell del parlant natiu els processa com a formes apreses, però les formes derivades dels verbs regulars es processen de manera força diferent, mitjançant l'aplicació de regles productives (per exemple, afegint -ed a la forma bàsica d'un verb com a walk → walked). Aquesta és una visió de la psicolingüística, que també és rellevant per a la didàctica de la llengua, ambdues disciplines sincròniques. Tanmateix, una anàlisi diacrònica mostra que el verb fort és el romanent d'un sistema completament regular de canvis vocàlics interns, en aquest cas l’ablaut indoeuropeu; la lingüística històrica poques vegades utilitza la categoria  verb irregular.
Les principals eines de recerca en lingüística diacrònica són el mètode comparatiu i el mètode de reconstrucció interna. Alguns lingüistes utilitzen tècniques menys estàndard, com la comparació lèxica massiva, per superar les limitacions del mètode comparatiu, però la majoria dels lingüistes les consideren poc fiables. Les troballes de la lingüística històrica sovint s'utilitzen com a base per a hipòtesis sobre les agrupacions i els moviments dels pobles, particularment en el període prehistòric. A la pràctica, però, sovint no és clar com integrar les proves lingüístiques amb les proves arqueològiques o genètiques. Per exemple, hi ha nombroses teories sobre la pàtria i els primers moviments dels protoindoeuropeus, cadascuna amb la seva pròpia interpretació del registre arqueològic.

### Etimologia
L'etimologia és l'estudi de la història de les paraules: quan van entrar en un idioma, de quina font ho van fer i com han variat la seva forma i significat al llarg del temps. És l'explicació diacrònica d'un mot per referència a la paraula o paraules de què prové.
L'etimologia estableix un lligam històric que vincula unes formes lingüístiques amb les del passat, corresponents a un estadi anterior de la mateixa llengua o d'una altra llengua. Es va desenvolupar de manera sòlida a partir del segle xix amb les investigacions de les lleis fonètiques de Grimm i Verner, entre d'altres.
Els etimòlegs també apliquen mètodes de la lingüística comparada per reconstruir la informació dels idiomes que són massa antics per obtenir-ne informació directa. Fan una anàlisi amb el mètode comparatiu de les paraules per buscar com deuria ser una paraula en indoeuropeu, per exemple.

### Dialectologia
La dialectologia és l'estudi de la variació del llenguatge i s'ocupa de la variació lingüística segons el lloc de naixement, l'edat, el sexe, la classe social i l'origen ètnic. Això contrasta amb les variacions basades en factors socials, que s'estudien en sociolingüística, o les variacions basades en el temps, que s'estudien en lingüística històrica. La dialectologia tracta temes com la divergència de dos dialectes locals d'un avantpassat comú i la variació sincrònica.
La dialectologia tracta gairebé exclusivament factors sincrònics, però en l'àmbit diacrònic tracta la divergència de dos dialectes locals d'un ancestre comú i per què s'han produït aquesta variació.
Els dialectòlegs es preocupen pels trets gramaticals que corresponen a àrees regionals. Per tant, normalment tracten amb poblacions que viuen en llocs específics durant generacions sense traslladar-se, però també amb grups immigrants que porten les seves llengües a nous assentaments. Els grups immigrants sovint porten les seves pràctiques lingüístiques a nous assentaments, donant lloc a varietats lingüístiques diferents dins d'aquestes comunitats. Els dialectòlegs analitzen aquests dialectes immigrants per entendre com les llengües es desenvolupen i es diversifiquen en resposta a la migració i les interaccions culturals.

### Fonologia
La fonologia és una branca de la lingüística que estudia el sistema fònic d'una llengua o d'un grup de llengües. Mentre la fonètica estudia la generació física del so i la percepció dels sons de la parla, és a dir, la naturalesa acústica i fisiològica dels sons, la fonologia descriu la manera en què els sons funcionen en una llengua en particular o en les llengües en general, a nivell abstracte o mental.
Una part significativa de la fonologia estudia quins sons són distintius dins d'una llengua i estudia en quines posicions experimenten canvis. Els sons mínims significatius són els fonemes i la fonologia també analitza la variació dels sons, l'estructura de la síl·laba, l'accent o l'entonació.
Els principis de la teoria fonològica s'apliquen també a l'anàlisi de la llengua de signes en què les unitats fonològiques no es corresponen amb sons. Aquests principis es poden aplicar independentment de la modalitat, ja que estan pensats com a eines analítiques generals i no sols com a específiques per a un idioma.

### Morfologia
La morfologia és l'estudi de l'estructura interna dels mots. En el context de la lingüística diacrònica estudia com canvia en el temps l'estructura interna dels mots, per exemple, en les llengües que tenen sistemes flexionals complexos demostra com tendeixen a la simplificació. Aquest camp estudia l'estructura interna de les paraules com un mitjà formal d'expressió.
Les paraules com a unitats lèxiques són la matèria d'estudi de la lexicografia. Mentre les paraules són normalment acceptades com són, amb clítics, les unitats més petites de sintaxi en la majoria d'idiomes estan relacionades amb altres paraules per les regles. Les normes per reflectir les regularitats en la manera en què es formen les paraules a partir d'unitats més petites i com aquestes unitats més petites interactuen en la parla. Així, la morfologia és la branca de la lingüística que estudia els patrons de formació de paraules en el marc de totes les llengües; i intenta formular regles per modelar el coneixement dels parlants d'aquestes llengües. En el context de la lingüística històrica, estudia com el significat d'una expressió varia amb el pas del temps.

### Sintaxi
La sintaxi estudia els mecanismes de construcció de frases. El terme s'utilitza per a referir-se directament a les normes i principis que regeixen l'estructura de l'oració de qualsevol llengua. Els investigadors moderns de sintaxi intenten descriure les llengües buscant regles generals que se n'apliquin a totes, i en el context de la lingüística històrica estudien com han canviat les estructures de les oracions d'una llengua amb el pas del temps.

## Context evolutiu
En termes de teoria evolutiva, la lingüística històrica (a diferència de la investigació sobre l’origen del llenguatge) estudia les característiques adquirides lamarckianes de les llengües. Aquesta perspectiva explora com les llengües s'adapten i canvien al llarg del temps en resposta a factors culturals, socials i ambientals. L'evolució del llenguatge en el marc de la lingüística històrica és similar al lamarckisme, en el sentit que els trets lingüístics adquirits durant la vida d'un individu poden influir potencialment en les generacions posteriors de parlants.

### Taxa d'adaptació
Els lingüistes històrics sovint utilitzen els termes conservador i innovador per descriure l'abast del canvi dins d'una varietat lingüística en relació amb la de varietats comparables. Les llengües conservadores canvien menys amb el temps en comparació amb les llengües innovadores.